# Fiano (vitigno)
Il Fiano è un vitigno a bacca bianca italiano.

## Storia
Si ritiene che il nome abbia origine da una popolazione proveniente dalle Alpi Apuane, sopraffatta dai Romani e scesa nel II secolo a.C. in Campania. Questi avrebbero portato con sé il vitigno Apuano, mutato in Apiano, poi in Afiano e infine in Fiano. Fin dall'Ottocento è documentato non solo in Irpinia, ma anche in provincia di Caserta, in Basilicata e in Puglia. Si narra che il Fiano sia stato introdotto in Puglia verso la fine del XIII secolo da Carlo II d'Angiò, il quale fece importare 16.000 piante da Cava de' Tirreni verso Manfredonia. È probabile, tuttavia, che fosse presente già da epoche precedenti.

## Caratteristiche

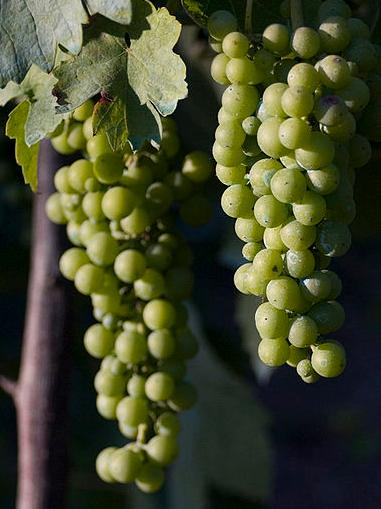
Grappoli di fiano prima della maturità

Il Fiano presenta un grappolo di dimensioni piccole o medie e forma piramidale alata. Gli acini sono molto serrati, di medie dimensioni e forma ellittica, con una buccia spessa, dorata e poco pruinosa. Il fiore è globoso e mezzano, mentre le foglie, di grandezza media, possono essere tri o pentalobate, con lobi appena accennati. È un vitigno vigoroso e fertile, ma caratterizzato da basse rese. Per la coltivazione sono consigliati terreni vulcanici, argillosi, o anche pesanti e ad altitudini comprese tra i 400 e i 700 m s.l.m. Trova, infatti, in Irpinia un'ottima area, grazie a inverni rigidi ed estati fresche, con escursioni termiche nette e decise. La maturazione avviene tra settembre e ottobre e il vino ottenuto è caratterizzato da profumi complessi e raffinati, con un'acidità dei mosti che favorisce la produzione di vini longevi e strutturati.